# 켈렌-레만 스펙트럼 표현
양자장론에서 켈렌-레만 스펙트럼 표현(Källén–Lehmann spectral representation)은 상호작용하는 양자장론의 2점 함수의 특이점들을 이론에 존재하는 상태들의 정지 질량들의 스펙트럼으로 표현하는 공식이다.

## 역사
스웨덴의 군나르 켈렌(스웨덴어: Gunnar Källén)이 1952년에 도입하고, 독일의 해리 레만(독일어: Harry Lehmann)이 1954년에 개량하였다.

## 정의
푸앵카레 대칭을 깨지 않는 양자장론에서 에르미트 스칼라장 {\displaystyle \phi (x)}를 생각하자. 이 스칼라장은 자유장이 아니고 상호작용하는 이론의 하이젠베르크 묘사로 나타난나고 하자. 그렇다면 이 입자의 2점 함수의 켈렌-레만 스펙트럼 표현은 다음과 같다.
{\displaystyle \langle 0|{\mathcal {T}}[\phi (x)\phi (y)]|0\rangle =\int _{0}^{\infty }{\frac {dM^{2}}{2\pi }}\rho (M^{2})\Delta _{\text{F}}(x-y;M)}.
여기서 {\displaystyle |0\rangle }는 상호작용하는 장의 진공이고, {\displaystyle \Delta _{\text{F}}(x-y;M)}은 질량 {\displaystyle M}을 갖는 스칼라 입자의 파인먼 전파 인자다. {\displaystyle \rho (M^{2})}는 이론에 따라 다른 함수로, 스펙트럼 밀도(spectral density)라고 한다. 스펙트럼 함수 {\displaystyle \rho (M^{2})}의 디랙 델타 함수 꼴의 특이점은 하나의 입자를 포함하는 상태들이다. 스펙트럼 함수가 0이 아니고 연속적인 부분들은 다입자 상태들을 나타낸다. 스핀을 가지는 장의 경우에도 유사한 스펙트럼 표현이 존재한다.

## 전개
푸앵카레 대칭을 따르고 (푸앵카레 자발 대칭 깨짐이 일어나지 않고), 진공 {\displaystyle |0\rangle }을 가진 양자장론을 생각하자. {\displaystyle \phi (x)}가 국소 에르미트 로런츠 스칼라 연산자라고 하자. 이 연산자는 병진 변환을 사용하여
{\displaystyle \phi (x)=\exp(i{\hat {P}}\cdot x)\phi (0)\exp(-i{\hat {P}}\cdot x)}
로 나타낼 수 있다. 여기서 {\displaystyle {\hat {P}}^{\mu }}는 사차원 운동량 연산자이다. {\displaystyle U(\Lambda )}가 로런츠 변환이라고 하자. {\displaystyle \phi }는 로런츠 스칼라라고 가정하였으므로,
{\displaystyle U(\Lambda )\phi (x)U^{-1}(\Lambda )=\phi (\Lambda _{\nu }^{\mu }x^{\nu })}
이다. 여기서 {\displaystyle \Lambda _{\nu }^{\mu }}는 {\displaystyle x^{\nu }}에 대한 로런츠 변환 행렬이다.
{\displaystyle |\lambda _{\mathbf {p} }\rangle }가, 총 사차원 운동량이 {\displaystyle p^{\mu }=(E_{\mathbf {p} },\mathbf {p} )=({\sqrt {m^{2}+\mathbf {p} ^{2}}},\mathbf {p} )}인 상태라고 하자. 그렇다면
{\displaystyle {\hat {P}}|\lambda _{\mathbf {p} }\rangle =p^{\mu }|\lambda _{\mathbf {p} }\rangle }
이다. {\displaystyle U_{p}}가 {\displaystyle p^{\mu }}의 질량 중심 관성계로 변환시키는 로런츠 변환 연산자라고 하자. 즉,
{\displaystyle U_{p}|\lambda _{\mathbf {p} }\rangle =|\lambda _{\mathbf {0} }\rangle }
이다. 진공은 푸앵카레 대칭에 대하여 불변이므로,
{\displaystyle {\hat {P}}|0\rangle =0}
{\displaystyle U_{p}|0\rangle =|0\rangle }
이다. 따라서
{\displaystyle \langle 0|\phi (x)|\lambda _{\mathbf {p} }\rangle }
{\displaystyle =\langle 0|\exp(i{\hat {P}}\cdot x)\phi (0)\exp(-i{\hat {P}}\cdot x)|\lambda _{\mathbf {p} }\rangle }
{\displaystyle =\exp(-ip\cdot x)\langle 0|\phi (0)|\lambda _{\mathbf {p} }\rangle }
{\displaystyle =\exp(-ip\cdot x)\langle 0|U_{p}^{-1}\phi (0)U_{p}|\lambda _{\mathbf {p} }\rangle }
{\displaystyle =\exp(-ip\cdot x)\langle 0|\phi (0)|\lambda _{\mathbf {0} }\rangle }
이다. 또한, {\displaystyle \phi (x)}의 진공 기댓값이 {\displaystyle \langle 0|\phi (x)|0\rangle =\langle 0|\phi (0)|0\rangle =0}이라고 가정하자. (그렇지 않는 경우, {\displaystyle {\tilde {\phi }}(x)=\phi (x)-\langle \phi \rangle }로 장을 재정의할 수 있다.)
{\displaystyle \phi }의 2점 함수는 다음과 같다.
{\displaystyle \langle 0|{\mathcal {T}}[\phi (x)\phi (y)]|0\rangle }.
여기에 다음과 같은 단위 연산자
{\displaystyle {\hat {1}}=|0\rangle \langle 0|+\sum _{\lambda }\int {\frac {d^{3}\mathbf {p} }{(2\pi )^{3}2E_{\mathbf {p} }}}|\lambda _{\mathbf {p} }\rangle \langle \lambda _{\mathbf {p} }|}
를 삽입하고, 병진 변환을 사용하면 다음과 같다.
{\displaystyle \langle 0|{\mathcal {T}}[\phi (x)\phi (y)]|0\rangle }
{\displaystyle =\sum _{\lambda }{\mathcal {T}}\left[\int {\frac {d^{3}\mathbf {p} }{(2\pi )^{3}2E_{\mathbf {p} }}}\langle 0|\phi (x)|\lambda _{\mathbf {p} }\rangle \langle \lambda _{\mathbf {p} }|\phi (y)|0\rangle \right]}
{\displaystyle =\sum _{\lambda }\left|\langle 0|\phi (0)|\lambda _{\mathbf {0} }\rangle \right|^{2}\int {\frac {d^{3}\mathbf {p} }{(2\pi )^{3}2E_{\mathbf {p} }}}\exp \left(ip\cdot (y-x)\operatorname {sgn} (x_{0}-y_{0})\right)}
여기에 경로적분법을 역으로 사용하여 {\displaystyle \int dp^{0}/2\pi }를 추가하자.
{\displaystyle =\sum _{\lambda }\left|\langle 0|\phi (0)|\lambda _{\mathbf {0} }\rangle \right|^{2}\int {\frac {d^{4}p}{(2\pi )^{4}}}{\frac {i}{p^{2}-m_{\lambda }^{2}+i\epsilon }}\exp \left(ip\cdot (y-x)\right)}
{\displaystyle =\sum _{\lambda }\left|\langle 0|\phi (0)|\lambda _{\mathbf {0} }\rangle \right|^{2}\int {\frac {d^{4}p}{(2\pi )^{4}}}{\frac {i}{p^{2}-m_{\lambda }^{2}+i\epsilon }}\exp \left(ip\cdot (y-x)\right)}
{\displaystyle =\sum _{\lambda }\left|\langle 0|\phi (0)|\lambda _{\mathbf {0} }\rangle \right|^{2}\Delta _{\text{F}}(x-y;m_{\lambda })}.
여기서 {\displaystyle \Delta _{\text{F}}(x-y;m_{\lambda })}는 정지 질량이 {\displaystyle m_{\lambda }}인 스칼라 입자의 파인먼 전파 인자이다.
이제 스펙트럼 밀도(spectral density) {\displaystyle \rho (M^{2})}를 다음과 같이 정의하자.
{\displaystyle \rho (M^{2})\equiv 2\pi \sum _{\lambda }\left|\langle 0|\phi (0)|\lambda _{\mathbf {0} }\rangle \right|^{2}\delta (M^{2}-m_{\lambda }^{2})}.
여기서 {\displaystyle \delta ()}는 디랙 델타 함수이다. 그렇다면
{\displaystyle \langle 0|{\mathcal {T}}[\phi (x)\phi (y)]|0\rangle =\int _{0}^{\infty }{\frac {dM^{2}}{2\pi }}\rho (M^{2})\Delta _{\text{F}}(x-y;M)}
이다. 이를 켈렌-레만 스펙트럼 표현이라고 한다.

## 같이 보기
- LSZ 축약 공식